# Bortigiadas
Bortigiadas là một đô thị ở tỉnh Sassari trong vùng Sardegna, có khoảng cách khoảng 190 km về phía bắc của Cagliari và cách khoảng 40 km về phía tây của Olbia. Tại thời điểm ngày 31 tháng 12 năm 2004, đô thị này có dân số 856 người và diện tích là 76,6 km².
Bortigiadas giáp các đô thị: Aggius, Perfugas, Santa Maria Coghinas, Tempio Pausania, Viddalba.